# Henryk Siemiradzki
Henryk Hektor Siemiradzki (Chuhuiv Raion, 24 de outubro de 1843 – Strzałków, 23 de agosto de 1902) foi um pintor russo, naturalizado polonês. 
Baseado em Roma, ficou conhecido por suas pinturas academicistas e pelas cenas da Antiguidade, greco-romanas, pastorais e do Novo Testamento distribuídas em várias galerias pela Europa.

## Biografia
Siemiradzki nasceu em 1843 em Chuhuiv Raion, hoje na Ucrânia, mas que na época fazia parte do Império Russo. Sua família era membro da szlachta, a nobreza polonesa. Era filho de um oficial do Exército Imperial Russo, promovido a general em 1871 e de Michalina Prószyńska, de Chuhuiv Raion, próximo a Carcóvia, onde o regimento do marido estava alocado.
A família era originária da região de Radom e o sobrenome era proveniente da vila de Siemiradz. Siemiradzki estudou no ginásio de Carcóvia onde aprendeu a pintar sob a orientação do professor local, Dmytro Bezperchy, que foi aprendiz de Karl Briullov. Siemiradzki ingressou em uma escola de física e matemática na Universidade Nacional da Carcóvia, onde estudou também ciências naturais e artes.
Após se formar, Siemiradzki largou a universidade antes de obter um título científico e mudou-se para São Petersburgo para estudar pintura na Academia de Artes da Rússia de 1864 a 1870. Em sua graduação, ele ganhou uma medalha de ouro da academia por mérito. Entre 1870 e 1871, estudou com Karl von Piloty.
Em 1873, obteve o título de acadêmico da Academia de Artes da Rússia por seu quadro Christ and a Sinner, baseado no verso de Aleksey Konstantinovich Tolstoy chamado Sinner (Pecador). Em 1878, recebeu a Medalha da Ordem Nacional da Legião de Honra e uma medalha de ouro da Exposição Universal de 1878 por seu quadro Flower Vase (Vaso de Flor).
Entre 1876 e 1879, trabalhou nos afrescos da Catedral de Cristo Salvador, em Moscou, além de vários outros projetos de grande escala. Em 1879, recebeu a encomenda de um de seus quadros mais conhecidos, a enorme tela Nero's Torches (As Tochas de Nero), pintada em 1876 para o recém-criado Museu Nacional da Carcóvia. O trabalho hoje está em exposição na Sala Siemiradzki do Museu de Sukiennice, na parte velha da Carcóvia.
Em 1893, trabalhou em duas grandes pinturas para o Museu Histórico do Estado, em Moscou e em 1894 criou as grandiosas cortinas do Teatro da Carcóvia.

## Morte
Siemiradzki morreu em 23 de agosto de 1902, em Strzałków, aos 58 anos. Ele foi sepultado originalmente em Varsóvia e posteriormente seus restos mortais foram sepultados no Panteon de Skałka, na Cracóvia.

## Galeria

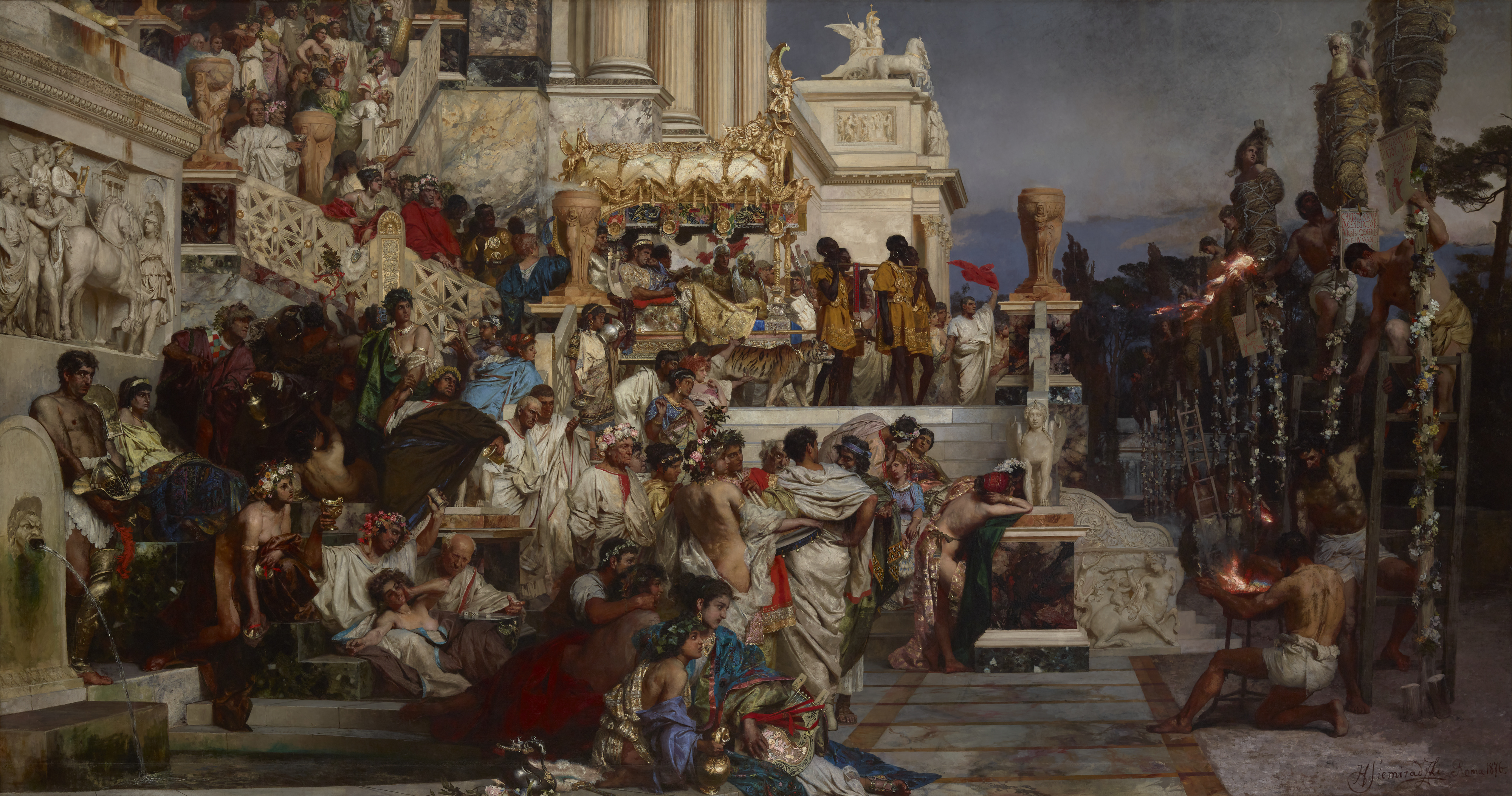
Nero's Torches, 1876, Museu Nacional da Cracóvia
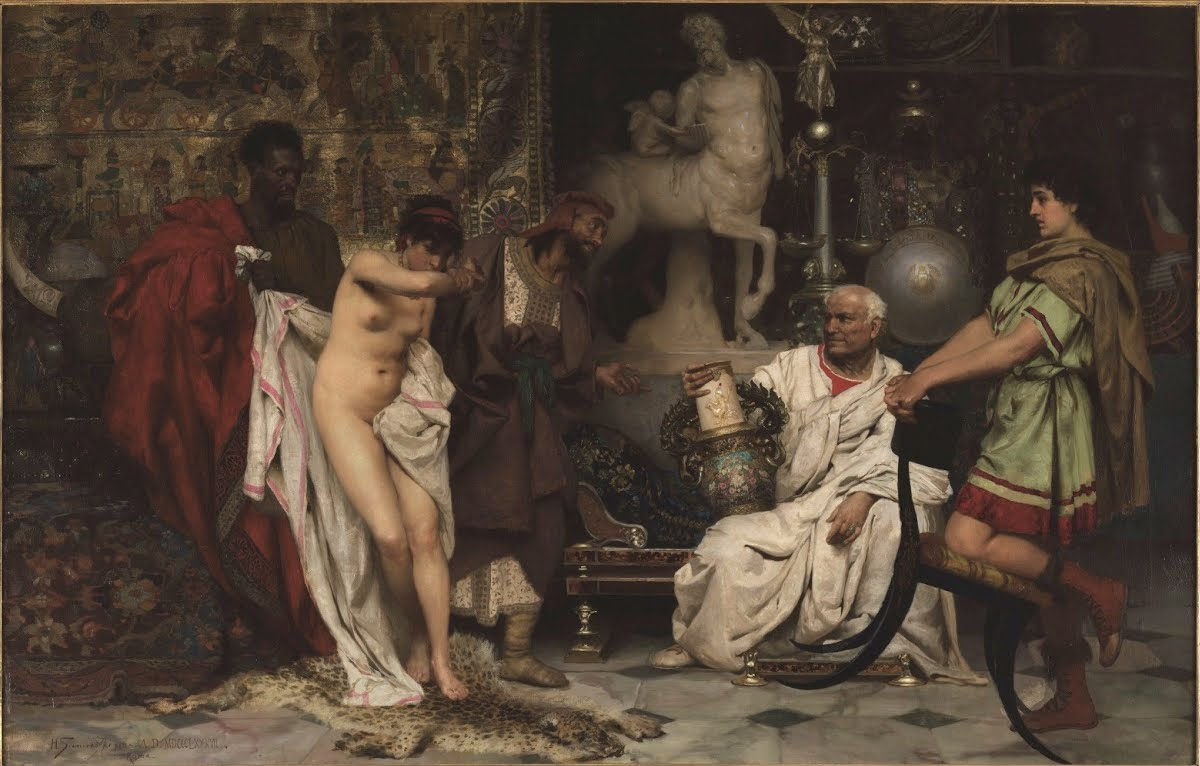
The Girl or the Vase, 1878, coleção particular
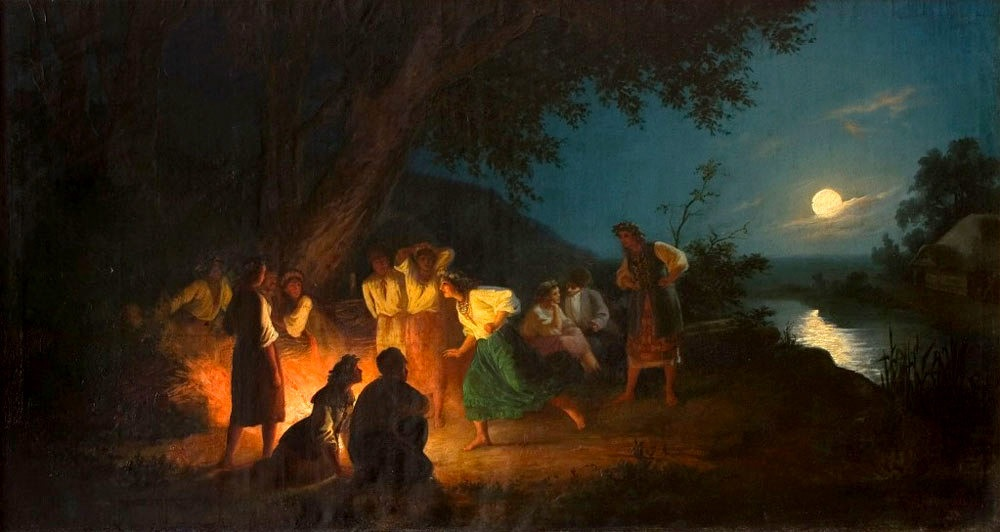
Night on the eve of Ivan Kupala, 1880s, Galeria Nacional de Arte de Lviv
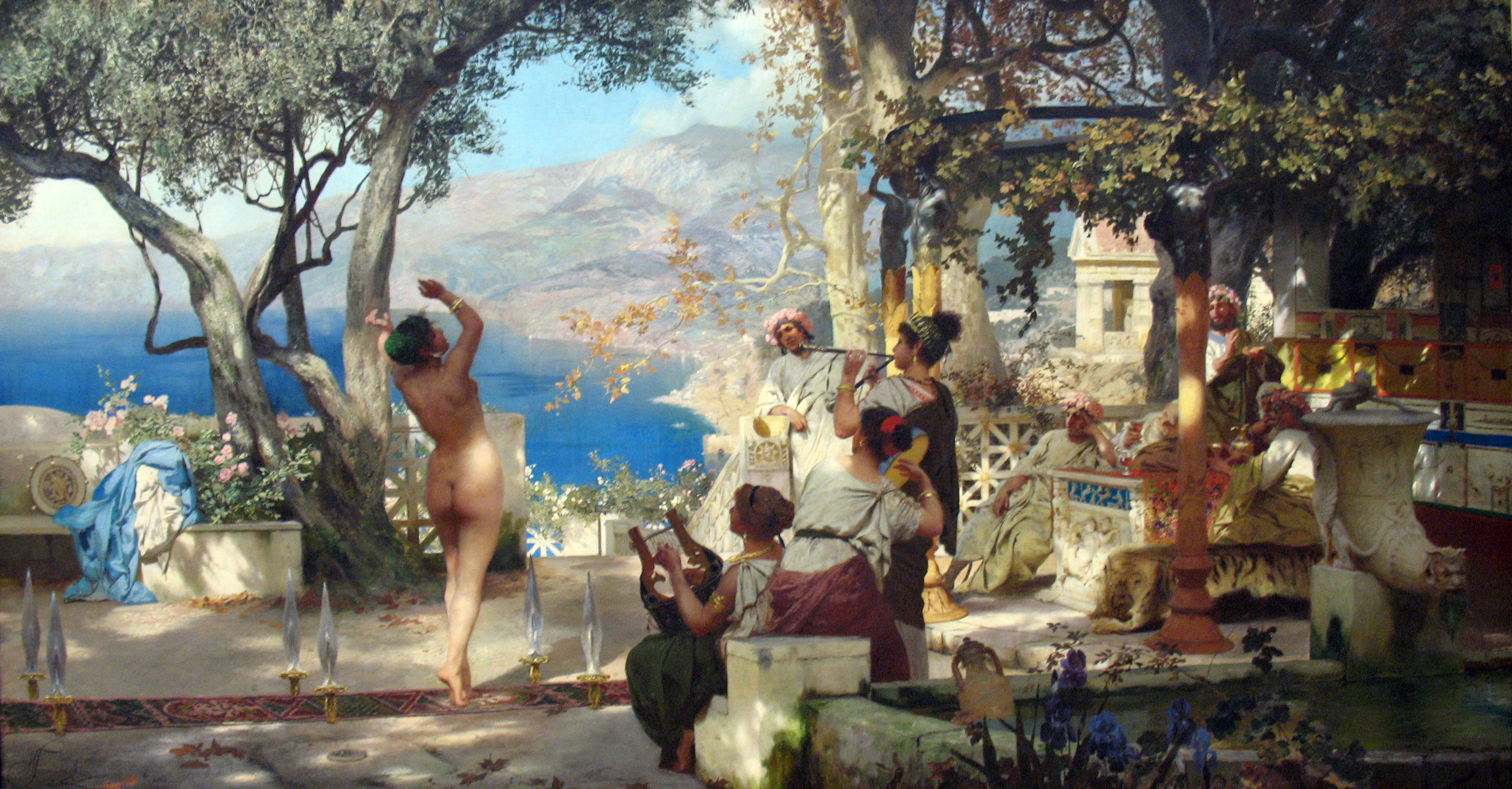
The Sword Dance, 1881, Galeria Tretyakov
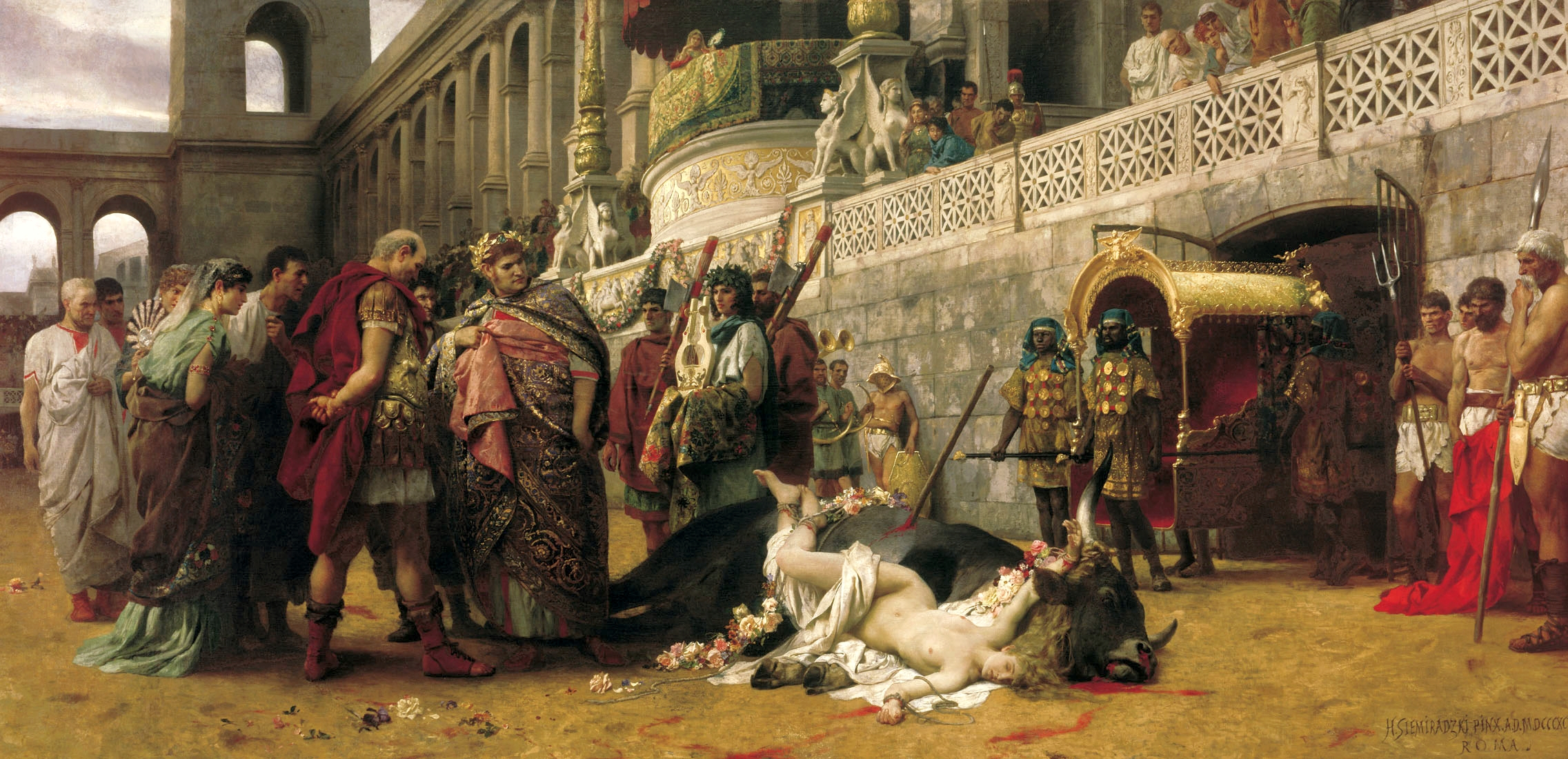
Christian Dirce, 1897, Museu Nacional de Varsóvia
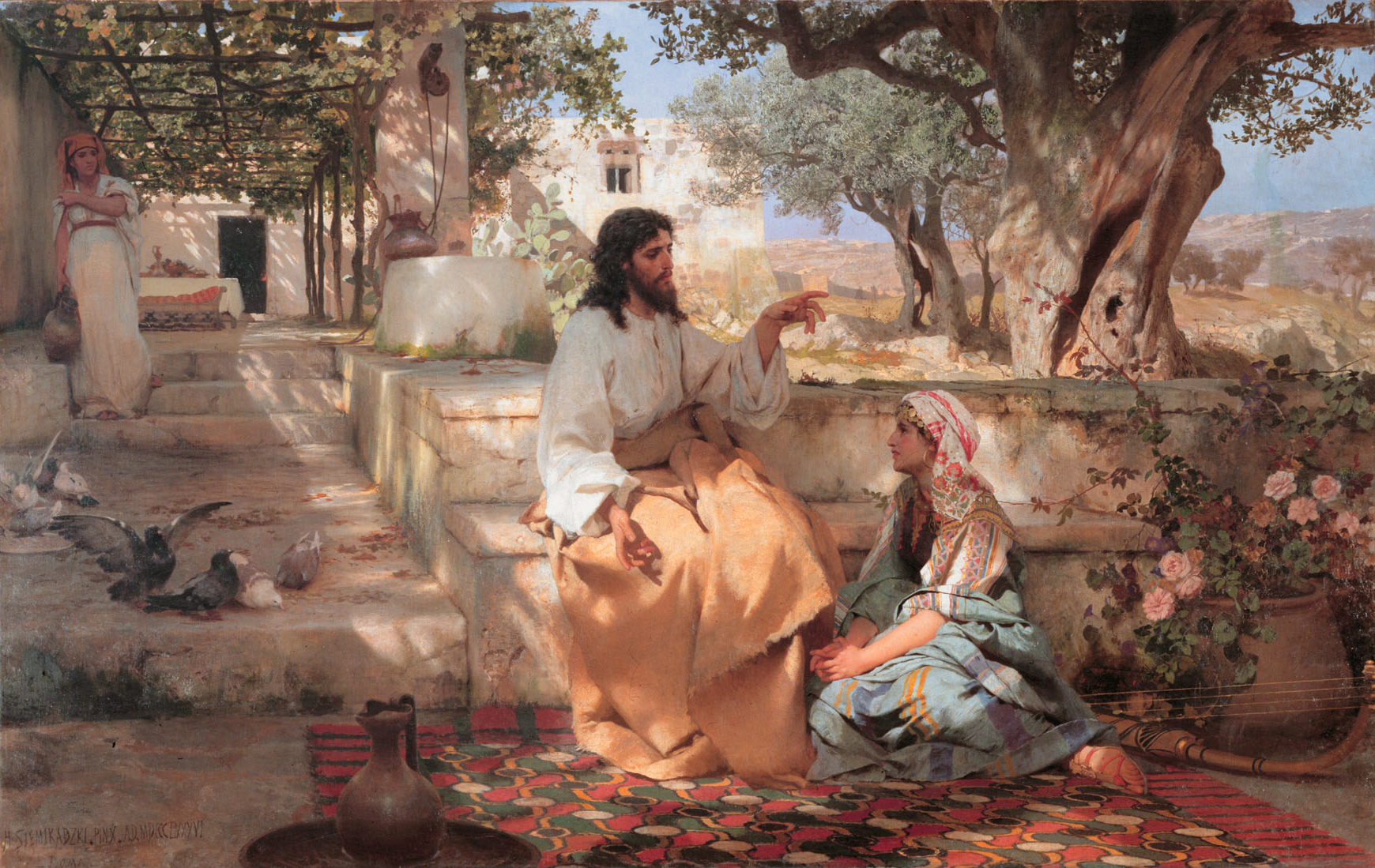
Christ with Martha and Mary, sister of Lazarus, 1886, Museu Russo
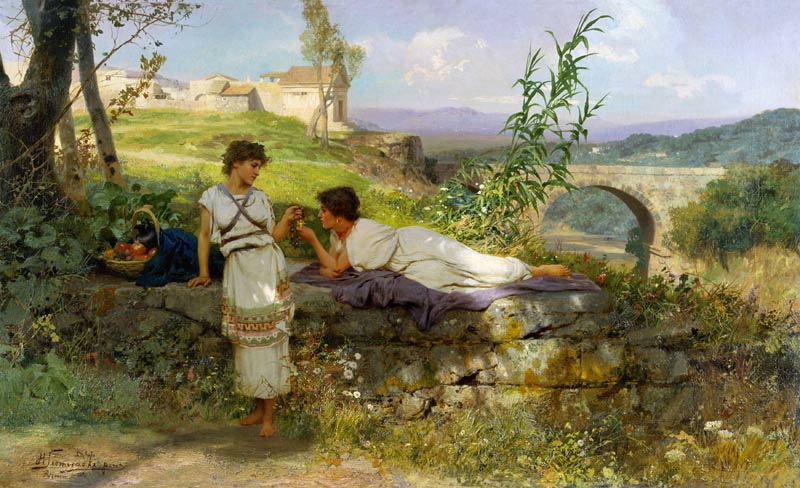
The Talisman, 1880s, Museu de Arte de Nizhny Novgorod
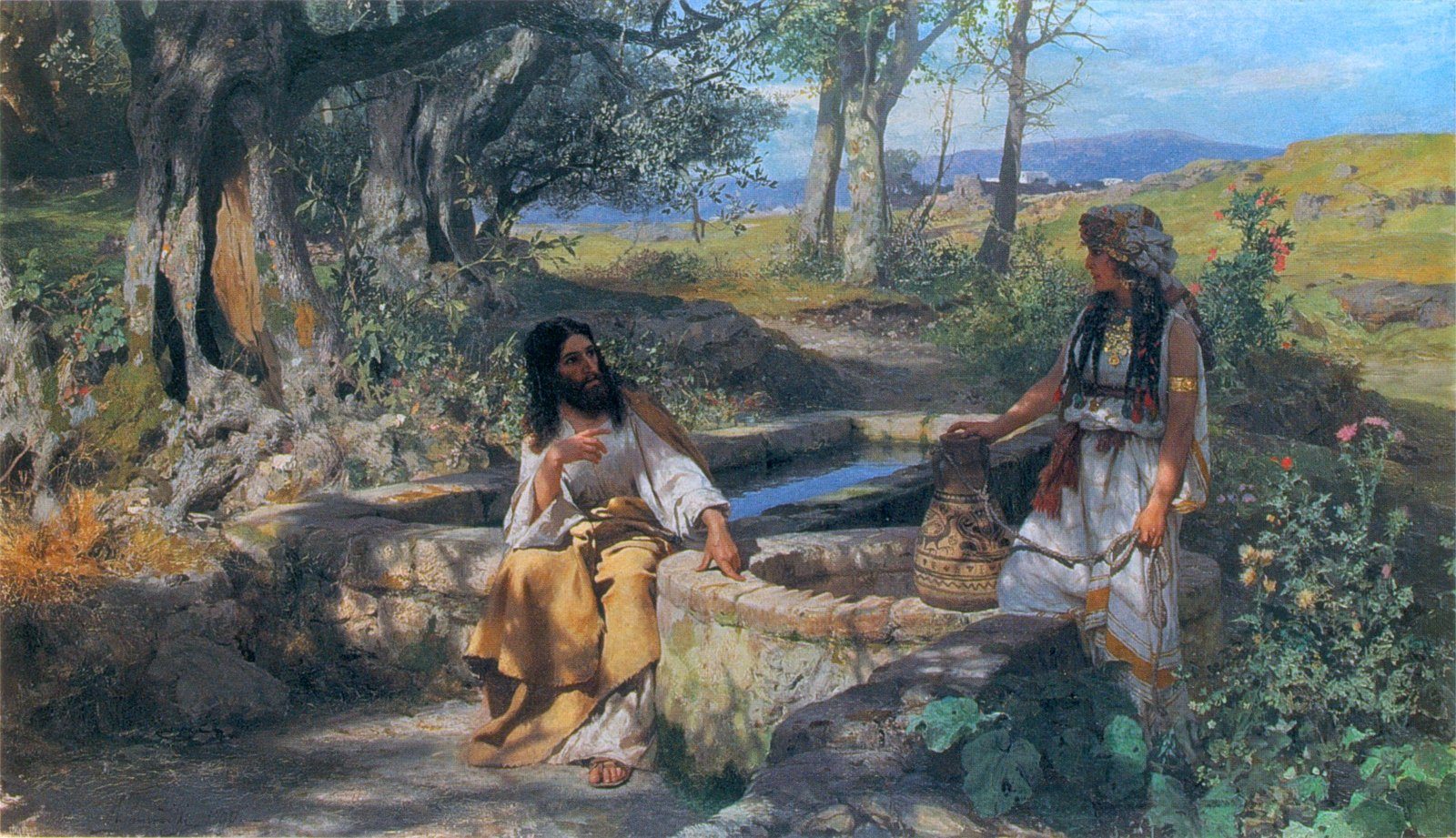
Christ and Samaritan, 1890, Galeria Nacional de Arte de Lviv